# Heinz Bernhard Orlinski
Heinz Bernhard Orlinski (* 20. August 1928 in Hindenburg; † 19. Oktober 2012 in Kaarst) war ein deutscher Kirchenmusiker, Komponist und Hochschullehrer.

## Leben
Orlinski studierte an den Musikhochschulen in Weimar und Köln bei Johannes Ernst Köhler, Josef Zimmermann und Frank Martin. Seit 1960 lehrte er an der Robert Schumann Hochschule Düsseldorf. Später wurde er zum Professor und Leiter der Abteilung Katholische Kirchenmusik ernannt. Außerdem lehrte er an der Universität Düsseldorf und versah das Amt des Kustos der Orgel an St. Andreas. Später war er Leiter des Collegium musicum der Düsseldorfer Universität. Orlinski wirkte als Organist und Improvisator in Deutschland und Europa. Für seine Verdienste für die Kirchenmusik wurde er mit dem Gregoriusorden ausgezeichnet.
Schüler waren u. a. Reinhard Kluth und Bernd Liffers.
Orlinski starb am 19. Oktober 2012 plötzlich und unerwartet an Herzversagen.

## Werke (Auszug)
- Konzertstück für Posaune, 1963
- Sonatine für Violine und ein Tasteninstrument
- Arabesque & Fugue für Orgel solo (1971)
- Missa meditativa (1972)
- Passacaglia für Orgel solo (1972)
- EKPYROSIS für Orgel und Pauken (1973)
- Improvisation für Orgel (Echo-Fantasie) (1974)
- Improvisation für Orgel (Grüssauer Marientoccata)
- Improvisation für Orgel (Cantilene)
- Concerto für Orgel und Streichorchester
- Partita gregoriana
- Toccata „Ave Maria, Kaiserin“
- Fantasia meditativa super B-A-C-H[3]

## Tondokumente (Auszug)
- Orgelwerke, LP, 1974, Schwann musica sacra, AMS 2599
- Urbi et orbi - Festliche Orgelmusik aus St. Peter in Rom (1982), LP, Motette 1065
- Orgellandschaft Schlesien, CD, 1999, Musikproduktion Dabringhaus und Grimm